# Vignemale
Vignemale (španělsky Viñamala, okcitánsky Vinhamala, aragonsky Comachibosa) je hora v Pyrenejích, kterou prochází státní hranice mezi Španělskem a Francií. Nejvyšším vrcholem masivu je Pique Longue s nadmořskou výškou 3298 m, což je nejvyšší bod francouzské strany Pyrenejí. Pique Longue bývá také nazývána Grande Vignemale pro odlišení od nedalekého menšího vrcholu Petit Vignemale. Součástí masivu je ledovec Ossoue o rozloze 45 hektarů. Nejbližším městem je Cauterets v departementu Hautes-Pyrénées. Pod horou se nachází jezero Lac de Gaube. Vignemale leží v národním parku Pyreneje a díky strmým stěnám je vyhledávána horolezci a skialpinisty, pořádá se zde také extrémní závod Trophée du Grand Vignemale.
Prvovýstup je oficiálně připsán Henrimu Cazauxovi, který horu zdolal 8. října 1837. Existuje však svědectví, podle kterého již v roce 1792 stanula na vrcholu skupina zeměměřičů. V roce 1838 vylezla na Vignemale jako první žena Anne Listerová. Horu proslavil výstřední anglický dobrodruh Henry Russell, který zdolal její vrchol v letech 1861 až 1904 třiatřicetkrát a vybudoval si v jejích stěnách umělé jeskyně, v nichž pobýval jako poustevník. V roce 1869 zde uskutečnil zimní výstup, což bylo v té době zcela ojedinělé.